# HD 84252
HD 84252，又名BD+19 2251，SAO 98742、HR 3869，是一颗恒星，视星等为6.5，位于銀經213.6，銀緯46.44，其B1900.0坐标为赤經9h 38m 56.4s，赤緯+19° 46.44′ 25″。